# Böschung

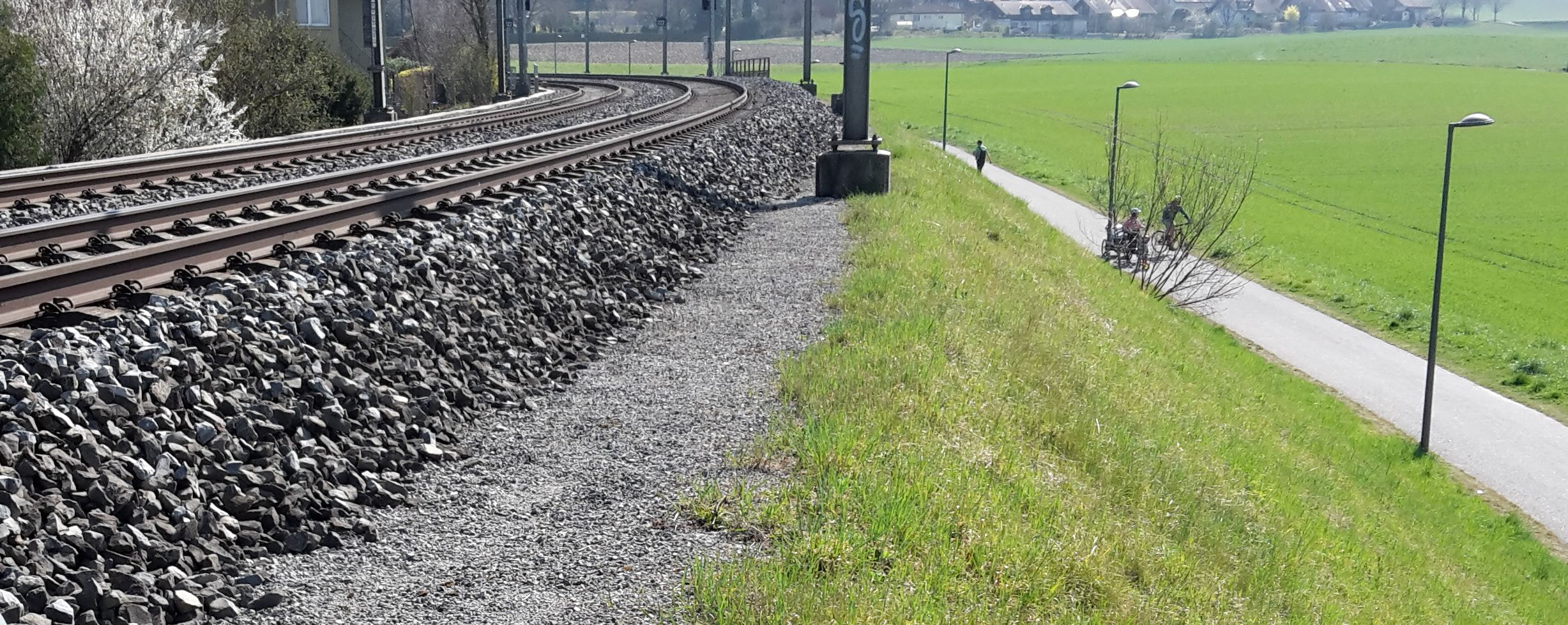
Bahndamm und Schotterbett unter den Gleisen als Böschungskörper

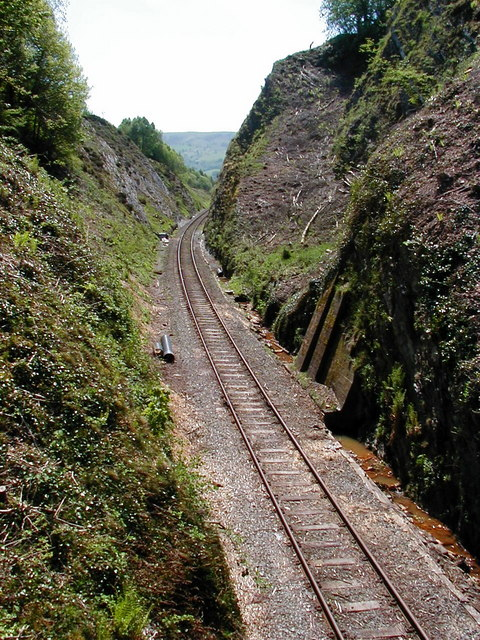
Einschnitt

Eine Böschung ist ein künstlicher, relativ stark geneigter Übergang zwischen horizontalen oder schwach geneigten Flächen im Gelände. Natürliche Hänge entstehen durch geomorphologische Vorgänge. Böschungen entstehen durch Aufschütten von Dämmen oder Abgraben von Einschnitten oder Anschnitten im Erd-, Wasser- und Verkehrswegebau sowie im Bergbau und Deponiebau. 
Beim Hoch-, Tief- oder Leitungsbau können für die Baugruben auch Böschungen von begrenzter Dauer notwendig werden.

## Böschungsgeometrie
Die Geometrie einer Böschung wird im Querschnitt durch den Höhenunterschied und die Böschungsneigung charakterisiert. Die Neigung wird als Steigungsverhältnis angegeben. Für eine Böschungsneigung von 1: 2 bedeutet das, dass auf einen Meter Höhenunterschied zwei Meter horizontale Länge kommen. Alternativ kann ein Böschungswinkel als Winkel zur Horizontalen in Grad (°) angegeben werden.

## Einflüsse auf die Standsicherheit
Die Standsicherheit einer Böschung wird auf der Grundlage geotechnischer Untersuchungen und Bewertungen mit den Sicherheitszuschlägen nach den anerkannten Regeln der Geotechnik geplant und gebaut.
Die Standsicherheit wird von verschiedenen Faktoren beeinflusst. Wesentlich für die Standsicherheit sind die Eigenschaften der anstehenden Bodenarten wie die Wichte, Reibungsparameter und ggf. bei bindigen Böden die Kohäsion. Auch der Verlauf von Schichtgrenzen, geologische Störzonen und Lagerungsverhältnisse spielen eine wichtige Rolle. Die Einflüsse von Grundwasser, Schichtwasser oder Oberflächenwasser können sich ungünstig auf die Böschungsstabilität auswirken.
Bei Böschungen im Wasserbau sind grundsätzlich die zusätzlichen hydrostatischen und hydrodynamischen Wirkungen des Wassers wie Auftrieb, Strömungsgeschwindigkeit und Wellenschlag zu berücksichtigen, die oft die Anordnung von Ufersicherungen in Form von Böschungsdeckwerken erfordern (DIN 19657) siehe auch Ufersicherung.

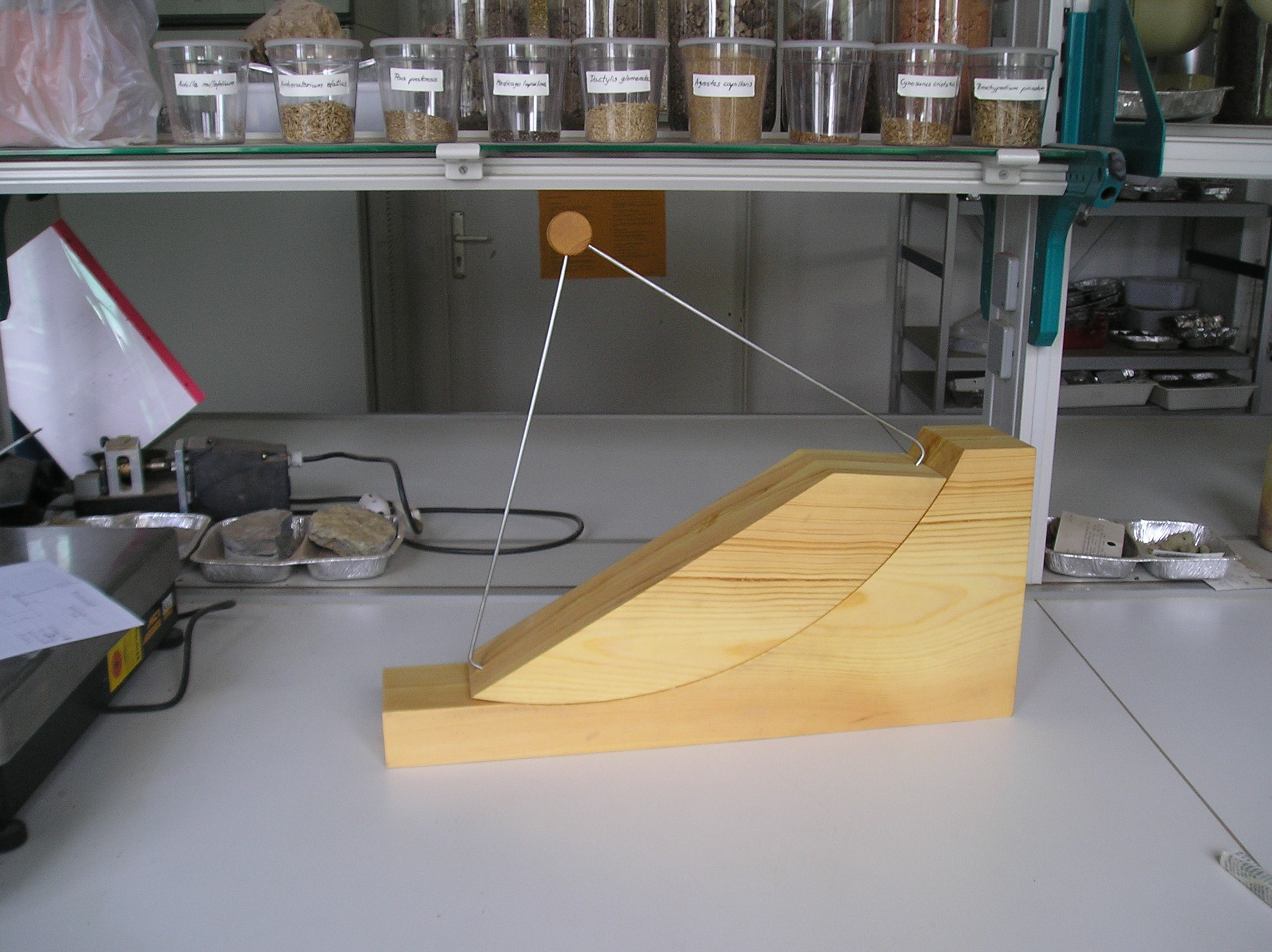
Modell Böschungsbruch kreisförmig an der FH Erfurt

Auflasten auf oder hinter der Böschungsoberkante aus Bauwerken und Verkehr sowie Erschütterungen aus Erdbeben sind bedeutende Einwirkungen auf eine Böschung. 
Unterschieden werden dauerhafte Böschungen z. B. für Bauwerke des Verkehrswegebaus. Diese werden auf der Grundlage einer geotechnischen Planung gemäß Eurocode 7, DIN 4084, Schmidt u. a. 2014 dauerhaft standsicher und durch eine rasche Begrünung der Böschungsoberfläche gemäß DIN 18918 vor Erosion geschützt.
Baugrubenböschungen werden nur für einen Bauzustand hergestellt. Neben dem Schutz benachbarter baulicher Anlagen müssen hier Aspekte des Arbeitsschutzes beachtet werden. Dies erfolgt durch geotechnische Beurteilungen und Planungen nach den Regelwerken Eurocode 7, DIN 4084 und DIN 4124.
Traditionell wird die Standsicherheit von Erdböschungen mit geotechnischen Berechnungen untersucht, denen das Gedankenmodell von Festkörpern zu Grunde liegt. 

### Böschungen im Straßenbau
Im Straßenbau ermöglichen Damm- und Einschnittsböschungen einen weitgehend vom Gelände unabhängigen Straßenverlauf. Zum Zweck des Landschaftsschutzes, und zur Verbesserung des Landschaftsbildes sowie zur Reduzierung der Erosion sind die Böschungsflächen zu begrünen.
Ökologische Bewertung
In einer ausgeräumten Agrarlandschaft kann eine mit gebietsheimischen Pflanzen begrünte Böschung ein Linienbiotop darstellen. Hier können straßenferne Böschungsbereiche auch einen Beitrag zur Verbesserung der Biodiversität leisten.
Begrünung und Erosionsschutz auf Erdböschungen
Um Böschungen möglichst schnell vor Erosion durch Starkwind, Starkregen, Hagel und Oberflächenabflüssen zu schützen, werden ingenieurbiologische Bauweisen verwendet. Hierzu zählen spezielle Aussaatverfahren, mit denen Saatgut, Dünger, Bodenverbesserungsstoffe, Mulch und Kleber mit Wasser in der für den jeweiligen Standort abgestimmten Art und Menge aufgebracht werden. Sie werden bei Bedarf durch Geflechte aus Naturfasern verstärkt. Zur Ansiedlung von Gehölzen haben sich u. a. Verfahren wie Busch- und Heckenlagen sowie Riefenpflanzungen hinter Faschinen bewährt (vgl.: DIN 18918, Hacker u. Johannsen 2012).

## Normen und Standards
- Eurocode 7 Entwurf, Berechnung und Bemessung in der Geotechnik
- DIN 1054 Baugrund – Sicherheitsnachweise im Erd- und Grundbau
- DIN 4084 Baugrund - Geländebruchberechnungen
- DIN 4124 Baugruben und Gräben, Böschungen, Verbau und Arbeitsraumbreiten
- DIN 18918 Vegetationstechnik im Landschaftsbau – Ingenieurbiologische Sicherungen
- DIN 19657 Sicherungen an Gewässern, Deichen und Küsten
- Zusätzliche Technische Vertragsbedingungen und Richtlinien für Erdarbeiten im Straßenbau (ZTVE-StB)